# Wspinaczka sportowa na Letnich Igrzyskach Olimpijskich 2020 – mężczyzn
Turniej mężczyzn we wspinaczce sportowej na Letnich Igrzyskach Olimpijskich 2020 odbył się w dniach 3–5 sierpnia 2021 w Aomi Urban Sports Park w Tokio. Udział wzięło 20 zawodników.
Był to debiutancki turniej we wspinaczce sportowej na igrzyskach olimpijskich. Jedyną konkurencją, w której przyznawane były medale, była wspinaczka łączna, składająca się ze wspinaczki na czas, boulderingu oraz prowadzenia. Wynik końcowy ustalany był jako iloczyn miejsc uzyskanych przez zawodników w poszczególnych konkurencjach.

## System rozgrywek
W kwalifikacjach wyłoniona została najlepsza 8, która zmierzyła się w finale.

## Harmonogram rozgrywek
godziny zostały podane w czasie japońskim (UTC+9)
- kwalifikacje:
  - wspinaczka na czas – 3 sierpnia 2021 17:00
  - bouldering – 3 sierpnia 2021 18:00
  - prowadzenie – 3 sierpnia 2021 21:10
- finał:
  - wspinaczka na czas – 5 sierpnia 2021 17:30
  - bouldering – 5 sierpnia 2021 18:30
  - prowadzenie – 5 sierpnia 2021 21:10

## Rozgrywki

### Kwalifikacje
| Pozycja | Zawodnik            | Wyniki             | Wyniki     | Wyniki      | Punkty |   |
| Pozycja | Zawodnik            | Wspinaczka na czas | Bouldering | Prowadzenie | Punkty |   |
| ------- | ------------------- | ------------------ | ---------- | ----------- | ------ | - |
| 1       | Mickael Mawem       | 3                  | 1          | 11          | 33     | Q |
| 2       | Tomoa Narasaki      | 2                  | 2          | 14          | 56     | Q |
| 3       | Colin Duffy         | 6                  | 5          | 2           | 60     | Q |
| 4       | Jakob Schubert      | 12                 | 7          | 1           | 84     | Q |
| 5       | Adam Ondra          | 18                 | 3          | 4           | 216    | Q |
| 6       | Alberto Ginés López | 7                  | 14         | 3           | 294    | Q |
| 7       | Bassa Mawem         | 1                  | 18         | 20          | 360    | Q |
| 8       | Nathaniel Coleman   | 10                 | 11         | 5           | 550    | Q |
| 9       | Alexander Megos     | 19                 | 6          | 6           | 684    |   |
| 10      | Chon Jong-won       | 5                  | 10         | 16          | 800    |   |
| 11      | Riszat Chajbullin   | 4                  | 17         | 13          | 884    |   |
| 12      | Jan Hojer           | 11                 | 9          | 9           | 891    |   |
| 13      | Aleksiej Rubcow     | 16                 | 4          | 15          | 960    |   |
| 14      | Pan Yufei           | 20                 | 8          | 7           | 1120   |   |
| 15      | Michael Piccolruaz  | 8                  | 13         | 12          | 1248   |   |
| 16      | Christopher Cosser  | 9                  | 16         | 10          | 1440   |   |
| 17      | Sean McColl         | 14                 | 15         | 8           | 1680   |   |
| 18      | Kai Harada          | 15                 | 12         | 17          | 3060   |   |
| 19      | Ludovico Fossali    | 13                 | 19,5       | 18          | 4563   |   |
| 20      | Tom O’Halloran      | 17                 | 19,5       | 19          | 6298,5 |   |

### Finał
| Pozycja | Zawodnik            | Wyniki             | Wyniki     | Wyniki      | Punkty |
| Pozycja | Zawodnik            | Wspinaczka na czas | Bouldering | Prowadzenie | Punkty |
| ------- | ------------------- | ------------------ | ---------- | ----------- | ------ |
| 1       | Alberto Ginés López | 1                  | 7          | 4           | 28     |
| 2       | Nathaniel Coleman   | 6                  | 1          | 5           | 30     |
| 3       | Jakob Schubert      | 7                  | 5          | 1           | 35     |
| 4       | Tomoa Narasaki      | 2                  | 3          | 6           | 36     |
| 5       | Mickael Mawem       | 3                  | 2          | 7           | 42     |
| 6       | Adam Ondra          | 4                  | 6          | 2           | 48     |
| 7       | Colin Duffy         | 5                  | 4          | 3           | 60     |
| 8       | Bassa Mawem         | DNS                | DNS        | DNS         | DNS    |